# دوستك
دوستك هي قرية في مقاطعة أشنوية، إيران. يقدر عدد سكانها بـ 430 نسمة بحسب إحصاء 2016.